# Аргентавис
Аргентавис (лат. Argentavis magnificens, дословно — величественная аргентинская птица) — вид вымерших птиц из семейства тераторнитид (Teratornithidae), обитавших во времена верхнего миоцена в Южной Америке.

## Описание
До 2014 года Аргентавис считался самой большой известной науке летающей птицей за всю историю Земли. В 2014 году был описан новый вид пелагорниса с размахом крыльев, превышавшим таковой у Аргентависа (до 7,4м у Пелагорниса против 6,9м у Аргентависа) — Pelagornis sandersi.
Аргентавис жил 8—5 млн лет назад на территории современной Аргентины. Он весил около 70 кг, имел размер в высоту 1,26 м, размах его крыльев достигал 6,9 м (что вдвое больше размаха крыльев крупнейших современных птиц — альбатросов). Череп аргентависа был длиной 45 см, а длина плечевой кости составляла около полуметра. Продолжительность линьки оценивают в 2,5 месяца. Аргентавис был анатомически близок к древним аистам. По строению черепа тераторнитид делается вывод, что они не были падальщиками, а питались живой добычей, хотя и не очень крупной, которую проглатывали целиком. Предполагается, что они находили большую группу грызунов, обрушивались на них сверху, оглушая их своим телом, и глотали — такой способ охоты и послужил причиной гигантизма.
Размер и особенности строения крыльев говорят о том, что птица использовала в основном планирующий полёт, возможно, с использованием восходящих потоков тёплого воздуха. Специалисты оценивают скорость полёта не менее чем в 40 км/ч. Предположительно, она могла достигать 67 км/ч.

## Родственные виды
- Aiolornis — размах крыльев — 5 метров.
- Teratornis — размах крыльев — менее 4 метров, вес — 15 кг.